# 卡洛斯·托伦特
卡洛斯·托伦特（西班牙語：Carlos Torrent，1974年8月29日—），西班牙男子自行车运动员。他曾代表西班牙参加2004年夏季奥林匹克运动会自行车比赛，获得男子团体追逐赛铜牌。